# Beslan Butba
Beslan Butba (abchazsky Беслан Быҭәба, rusky Беслан Тикович Бутба, gruzínsky ბესლან ბუთბა; nar. 7. února, 1960) je abchazský politik a podnikatel. V minulosti na několik měsíců sloužil jako premiér Abcházie. Butba v roce 2009 v prezidentských volbách neúspěšně kandidoval na funkci prezidenta Abcházie. Je zakladatelem jediné abchazské soukromé televizní stanice Abaza TV.

## Mládí a studium
Beslan Butba se narodil 7. února 1960 ve vesnici Člou v okrese Očamčyra na východě Abchazské ASSR. Do školy chodil od druhé do deváté třídy v Suchumi, ale středoškolské vzdělání získal ve svém rodišti Člou. V roce 1983 dostudoval a získal diplom na Moskevské státní stavební univerzitě. V roce 2009 získal Butba v Moskvě titul CSc. a v březnu 2011 získal titul doktor věd v ruské Tule na tamním ruském Interdisciplinárním centru výzkumu a rozvoje ergonomie za doktorandskou práci na téma Řízení integrovaných obchodních firem v Rusku (Управление деятельностью интегрированных бизнес-групп в России).

## Podnikatelská kariéra
Po ukončení studia v roce 1983 nastoupil Butba do moskevského městského podniku № 1 zabývajícím se rekonstrukcemi a údržbou jako mistr. Za tři roky se tam stal nejprve hlavním inženýrem, později v pouhých 26 letech dokonce ředitelem. V roce 1989 se Butba poprvé pustil do samostatného podnikání založením stavební firmy v Moskvě. Během války v Abcházii podporoval na dálku svou rodnou zemi organizováním humanitární pomoci a pozváním ruských vojenských lékařů do Abcházie, aby učili své tamní kolegy specifikům válečné chirurgie.
Do Abcházie se ale vrátil až na konci 90. let 20. století, kde z vlastních peněz obnovil hotel Rica, který byl zničen během války za nezávislost, a pustil se do podnikatelských aktivit i zde. V roce 2005 stanul v čele uskupení „Byznys klub Suchum,“ jehož členy byli nejvýznamnější abchazští podnikatelé. Stal se také ředitelem a hlavním sponzorem fotbalového klubu Nart Suchum. V roce 2007 založil historicky první soukromý abchazský televizní kanál Abaza TV, který zahájil vysílání 26. června toho roku v 19:30 místního času. Butba se též stal vlastníkem novin Echo Abcházie.

## Politická kariéra

### Člen parlamentu
Beslan Butba vstoupil na začátku třetího tisíciletí do politiky a v roce 2002 uspěl ve volbách do Abchazského lidového shromáždění a stal se na pět let, až do roku 2007 poslancem. Zde vedl poslanecký výbor pro meziparlamentní vztahy. V následujících volbách svůj mandát neobhájil a poté založil novou Stranu ekonomického rozvoje Abcházie, na jejímž ustavujícím sjezdu byl zvolen předsedou.
Do Abchazského lidového shromáždění se Butba vrátil až v roce 2012 za volební obvod Člou, kde bylo nutné uspořádat krátce po řádných volbách doplňující volby následkem nečekaného úmrtí nově zvoleného poslance Temura Loguy. Řádných voleb se Butba vůbec nezúčastnil, ale v této situaci byl 12. června nominován iniciativní skupinou lidí na kandidátní listinu. Uspěl těsně až ve druhém kole proti Beslanu Tarbovi se ziskem 1125 z 2193 hlasů (51,2 %) Během výkonu tohoto mandátu byl dne 1. února 2013 jmenován zvláštním zástupcem prezidenta pro spolupráci se zeměmi Jižní a Střední Ameriky.

### Prezidentské volby 2009
Dne 23. října 2009 byl Butba svou stranou nominován jako kandidát na prezidenta Republiky Abcházie pro nadcházející prezidentské volby, naplánované na prosinec toho roku. Za kandidáta na viceprezidenta měl dlouholetého bývalého ministra vnitra Almasbeje Kčače. Ve volbách skončili na čtvrtém místě se ziskem 8,25 % hlasů.

### Premiér Abcházie 2014 – 2015
V roce 2014 vypukly v Suchumu protivládní nepokoje a vedly nakonec k rezignaci prezidenta Ankvaba a dalších představitelů vládní moci. Butba byl následkem této politické krize 13. června jmenován do funkce úřadujícího místopředsedy vlády, čímž musel na základě usnesení parlamentu o pár dnů později předčasně opustit svůj mandát poslance.
Krátce na to se uskutečnily předčasné prezidentské volby, během nichž Butba působil v kampani lídra opozice Raula Chadžimby jako jeho kandidát na premiéra. Chadžimba tyto volby vyhrál a 29. září jmenoval Butbu novým premiérem Abcházie. V listopadu toho roku byl Butba surově zbit dvěma opilými útočníky, kteří mu nejprve v Suchumu u hotelu Olymp zablokovali silnici, po které jel bez přítomnosti své ochranky. Policie oba výtržníky zadržela a Butba byl převezen do nemocnice s otřesem mozku, pak byl propuštěn do domácího ošetření. Sám Butba tento incident označil za opilecký rozmar a odmítal, že by šlo o atentát.
V pozici premiéra si Beslan Butba nevedl dobře a Abcházií kolovaly už krátce po jeho jmenování zvěsti, že ve vládě nevydrží, neboť s Chadžimbou vedl války o moc a ve funkci premiéra nepředváděl uspokojivé výkony. Butba byl nakonec z pozice premiéra odvolán 16. března 2015 a dočasně ho ve funkci nahradil jeho místopředseda vlády Šamil Adzynba. Na tiskové konferenci bezprostředně poté Butba prohlásil, že se chystal tak jako tak na funkci rezignovat sám, o čemž prezident Chadžimba věděl. Dodal, že celá prezidentská kancelář už dříve převzala mnoho odpovědnosti a úkolů předsedy vlády, čímž v podstatě vytvořila „stínovou vládu“ vůči právoplatnému premiérovi.

### Zplnomocněný zástupce prezidenta Abcházie
Krátce po svém odvolání z funkce premiéra byl Butba dne 21. dubna 2015 jmenován prezidentem Chadžimbou jako jeho zplnomocněný zástupce pro obchod a ekonomickou spolupráci se zahraničím, přičemž mu byla přidělena hodnost místopředsedy vlády.

### Podnikání, soudní proces a emigrace
V únoru 2015 si Beslan Butba půjčil od bývalého ředitele Abchazské národní banky Daura Bargandžiji 110,8 milionů rublů se záměrem vybudovat v Suchumi moderní obchodní centrum. Butba však peníze nesplácel tak, jak bylo ujednáno ve smlouvě, a tak ho Bargandžija nakonec zažaloval u soudu.
V noci 8. dubna 2016 shořel vinou žhářů Butbův automobil přímo před jeho domem na okraji Suchumu. Butba v tu dobu byl pracovně v Moskvě, kam cestoval ve funkci zástupce prezidenta často, avšak ostatní členové rodiny byli doma. Veřejnost byla tímto útokem pobouřena. Zda měl žhářský útok souvislost s Butbovými podnikatelskými aktivitami, není známo.
Okresní soud v Gulrypši nakonec 4. prosince 2017 rozhodl, že Butba a členové jeho rodiny musejí vrátit půjčené peníze žalující straně. Šlo již celkem o 223 milionů rublů včetně úroků z prodlení a smluvních pokut. Soud také rodině Butbových zakázal předběžným opatřením nakládat s nemovitým majetkem. Butba se kvůli zákazu odvolal k Nejvyššímu soudu v Suchumi, jenž ale nález u soudu v Gulrypši potvrdil a rovněž nařídil Butbovi uhradit Bargandžijovi dlužnou částku. Sám Bargandžija byl v roce 2017 v Rusku zatčen z důvodu zpronevěry většího finančního obnosu (mělo jít o 28 milionů rublů) herce Vladimira Etuše, kterému slíbil v roce 2013 výnosné zhodnocení ve Švýcarsku. Etušovy peníze si měl dle Bargandžijova rozhovoru s novináři před soudem přivlastnit Butba.
Butbovo jméno se objevilo i v souvislostech s podivnými transakcemi s ruským podnikatelem Michailem Jevalenkem v době, kdy byl ještě premiérem Abcházie. I od něj si Butba půjčoval vysoké finanční částky (až 5 milionů EUR), které nevracel, a tak je Jevalenko začal vymáhat, tentokrát prostřednictvím moskevských soudů, neboť tam měl Butba též značný nemovitý majetek. Na Jevalenka byl nakonec 15. ledna 2019 spáchán v Picundě atentát, když někdo nechal jeho automobil vyletět do povětří, a ten pak o dva týdny později zemřel následkem vážných zranění v moskevské nemocnici. Dle abchazských vyšetřovatelů je jednou z vyšetřovacích verzí Butbova účast.
Sám Butba však v Abcházii ani v Rusku od roku 2017, kdy proti němu začaly být vedeny oba soudní procesy, nežije a ukrývá se ve Švýcarsku.